# Onthophagus margaritifer
Onthophagus margaritifer är en skalbaggsart som beskrevs av D'orbigny 1898. Onthophagus margaritifer ingår i släktet Onthophagus och familjen bladhorningar. Inga underarter finns listade i Catalogue of Life.